# アエルマッキ
アエルマッキ (Aermacchi) は、かつて存在したイタリアの航空機メーカー。第二次世界大戦後はオートバイも生産した。
2003年7月にアエルマッキはフィンメッカニカグループに買収された。その後アレーニア・アエロナウティカと統合され、アレーニア・アエルマッキとなった。

## 歴史
1912年にロンバルディア州北西部のヴァレーゼでジュリオ・マッキにより設立された「ニューポール＝マッキ株式会社」（Societa Anonima Nieuport-Macchi ）に始まる。当初は第一次世界大戦時の有名なフランスの戦闘機ニューポール・タイプ11ベベのようなニューポール製航空機のライセンス生産を主に行ったが、鹵獲したオーストリア＝ハンガリー軍のローナー L飛行艇をマッキL.1の名でコピー生産したのを皮切りに、ヴァレーゼ湖畔の工場で飛行艇・水上機の事業に乗り出した。
終戦と共に軍からの受注が減少した結果、会社は水上機の生産に特化し、初期は軍用機からの転換を行い、例えば旅客輸送や郵便のような民間用途の航空機を生産した。スピードレース時代（イタリアでは1919年から）、マッキの航空機は最高速において400、500の壁を越え最終的に700km/hに達した。
1920年代には社名を「アエロナウティカ・マッキ」（Aeronautica Macchi ）とした。
第二次世界大戦の間は有名な戦闘機M.C.200、M.C.202、M.C.205を生産した。

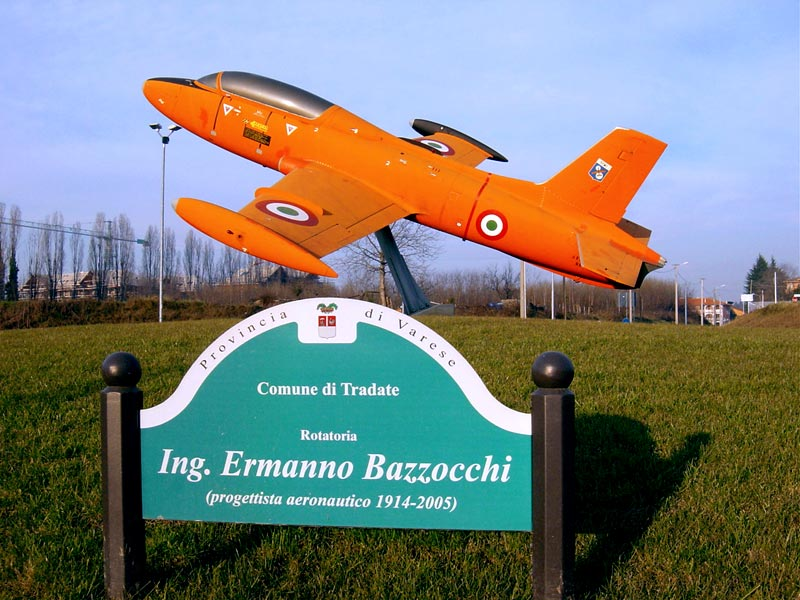
トラダーテ (VA) - エルマンノ・バッツォッキ技師を記念した場所の アエルマッキ MB-326

2003年、アエルマッキはフィンメッカニカグループに属する事となった。
2012年、同じフィンメッカニカ傘下の航空機メーカーであるアレーニア・アエロナウティカと合併し、「アレーニア・アエルマッキ」となった。

## 生産機種

### 第一次世界大戦
- マッキ L.1 - 偵察飛行艇（ローナーのコピー）
- マッキ L.2 - 複葉飛行艇（ローナーのコピー）
- ニューポール＝マッキ N.VI  - 偵察単葉機（ニューポール単葉機のライセンス生産、改良型）
- ニューポール＝マッキ パラソル・モノプレーン - 偵察単葉機（ニューポール VIの発展型）
- ニューポール＝マッキ N.10 - 複葉戦闘機/偵察機（ニューポール 10のライセンス生産、改良型）
- ニューポール＝マッキ N.11 - 複葉戦闘機（ニューポール 11のライセンス生産、改良型）
- ニューポール＝マッキ N.17 - 複葉戦闘機（ニューポール 17のライセンス生産、改良型）
- マッキ M.3 - 複葉飛行艇（1916）
- マッキ M.5 - 戦闘飛行艇（1917）
- マッキ M.6 - 戦闘飛行艇 プロトタイプ（1917）
- マッキ M.7 - 戦闘飛行艇（1918）
- マッキ M.8 - 偵察, 爆撃飛行艇（1917）
- マッキ M.9 - 爆撃飛行艇（1918）
- マッキ M.12 - 爆撃飛行艇（1918）
- マッキ M.14 - 複葉戦闘機（1918）

### 戦間期
- ニューポール＝マッキ N.29 - 複葉戦闘機 （ニューポール・ドラージュ NiD 29のライセンス生産）
- マッキ M.7 bis - シュナイダー・トロフィー・レース用水上機（1920）
- マッキ M.15 - 偵察, 爆撃, 練習機（1922）
- マッキ M.16 - スポーツ機（1919）
- マッキ M.17 bis - シュナイダー・トロフィー・レース用水上機（1922）
- マッキ M.18 - 旅客, 爆撃, 偵察飛行艇
- マッキ M.19 - シュナイダー・トロフィー・レース用水上機（1920）
- マッキ M7 ter - 水上戦闘機（1923）, M.7の改良型
- マッキ M.24 - 爆撃飛行艇（1924）
- マッキ M.26 - 爆撃飛行艇 プロトタイプ（1924）
- マッキ M.33 - シュナイダー・トロフィー・レース用水上機（1925）
- マッキ M.39 - シュナイダー・トロフィー・レース用水上機（1926）
- マッキ M.40 - 水上偵察機（1928）
- マッキ M.41 - 戦闘飛行艇（1927）
- マッキ M.52 - シュナイダー・トロフィー・レース用水上機（1927）
- マッキ M.52R - シュナイダー・トロフィー・レース用水上機（1929）
- マッキ M.53 - 水上偵察機（1929）
- マッキ M.67 - シュナイダー・トロフィー・レース用水上機（1929）
- マッキ M.70 - 軽複葉地上機/水上機（ca. 1929）
- マッキ M.71 - 戦闘飛行艇（1930）
- マッキ M.C.72 - シュナイダー・トロフィー・レース用水上機（1931）
- マッキ M.C.94 - 旅客飛行艇（1935）
- マッキ M.C.100 - 旅客飛行艇（1939）
- マッキ M.C.200 Saetta - 戦闘機（1939）

### 第二次世界大戦
- マッキ M.C.202 Folgore - 戦闘機（1941）
- マッキ M.C.205 Veltro - 戦闘機（1942）

### 戦後
- マッキ MB.308 - 多用途機（1948）
- マッキ MB.320 - 双発小型旅客機（1949）
- マッキ MB.323 - 練習機（1952）
- アエルマッキ MB-326 - 練習機, 軽攻撃機（1957）
- アエルマッキ AL-60 - 軽多用途機（1959）
- アエルマッキ SF-260 - 曲芸飛行機, 軍用練習機（1964）
- アエルマッキ MB-335 - AM.3の初期型
- アエルマッキ AM.3 - 軍用多用途機（1967）
- アエルマッキ MB-338 - 練習機（1970年代初期）
- アエルマッキ MB-340 - 軽地上攻撃機（1970年代初期）
- アエルマッキ MB-339 - 練習機（1976）
- アエルマッキ S-211 - 練習機（1981）
- アエルマッキ M-290 RediGO - 練習機（1985）

## 自動二輪

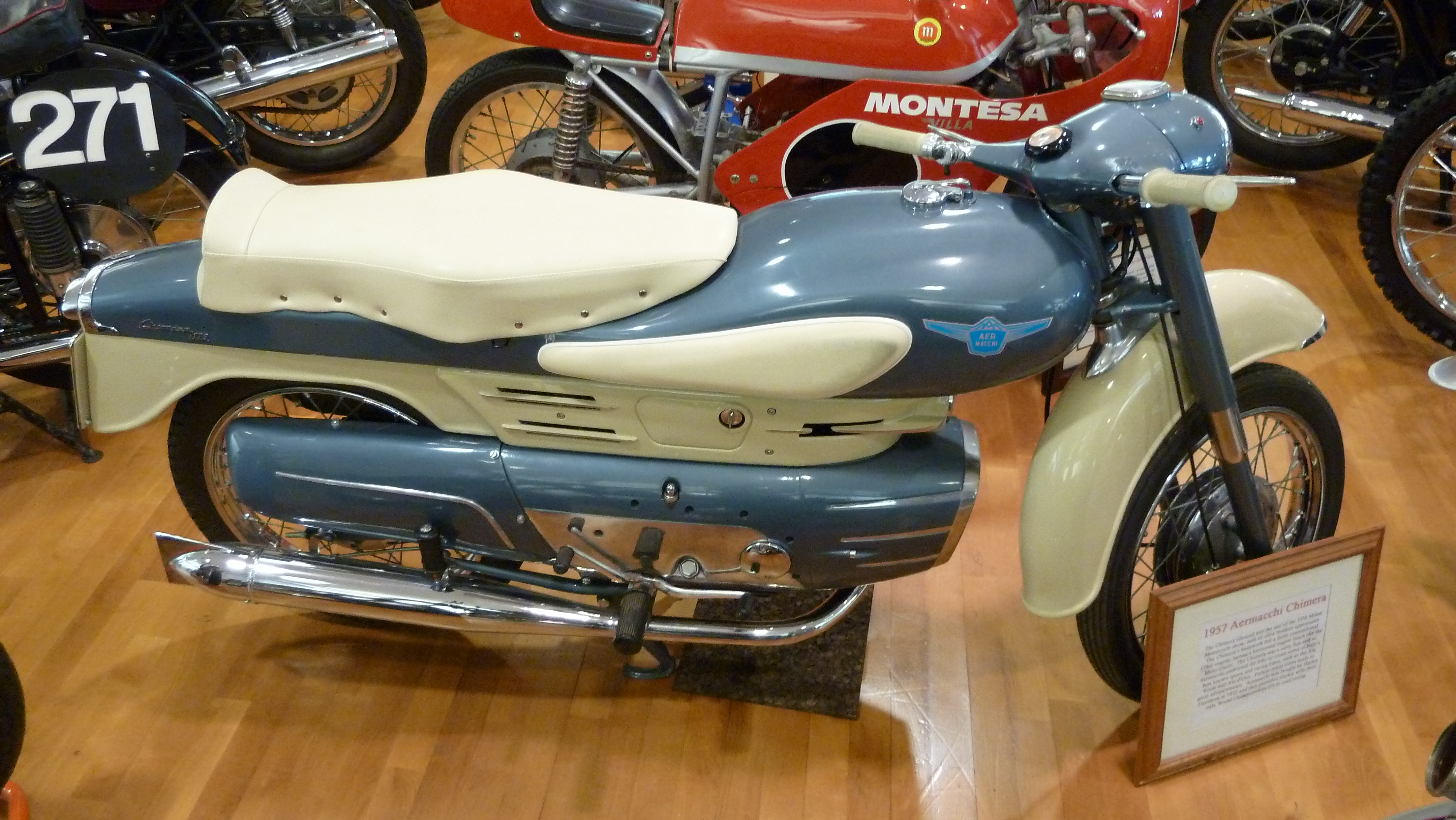
キメラ175（1957年）、ソルバング・ヴィンテージモーターサイクルミュージアム

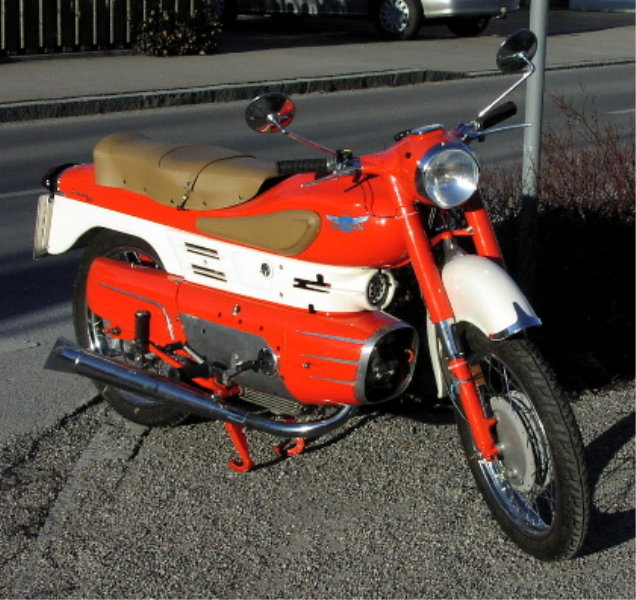
キメラ175（1957年）

アエルマッキは第二次世界大戦後、平和産業への転換を図り三輪トラックとオートバイの製造を開始した。第二次世界大戦中ベネリで航空機エンジンの製造をしていたリノ・トンティ（Lino Tonti ）が1956年まで開発を担当した。1956年からはアルフレッド・ビアンキ（Alfred Bianchi ）が開発を担当することとなる。
1960年にアメリカのハーレーダビッドソンがアエルマッキのオートバイ部門の50%を買収した。その後残りの50%も1974年にAMF-ハーレーダビッドソンに売却され、完全子会社となったが、生産はヴァレーゼで継続された。その後1978年にカジバに買収されそのオートバイ部門の母体となった。また1997年からは、同ヴァレーゼ湖畔の工場にて新生アグスタのオートバイを製造している。

### 主な車種
航空機メーカーの製品らしく「アラ」（Ala 、イタリア語で「翼」の意）など空に関連する車種名が使用されている。
- キメラ175（Chimera 175 ）
- キメラ250（Chimera 250 ） - OHV水平単気筒。
- アラ・ヴェルデ175（Ala Verde 175 ） - 「緑の翼」の意。
- アラ・ヴェルデ250（Ala Verde 250 ）
- アラ・ブリュ（Ala Blu ） - 「青い翼」の意。
- アラ・ロッサ（Ala Rossa ） - 「赤い翼」の意。
- アラ・ビアンカ（Ala Bianca ） - 「白い翼」の意。
- アラ・ドーロ250（Ala d'Oro 250 ） - 「金の翼」の意。250ccOHV単気筒。
- アラ・ドーロ250S（Ala d'Oro 250S ） - OHV単気筒の市販レーサー。